# Robin Hood (opereta)
Robin Hood es una ópera cómica con música de Reginald De Koven (música), Harry B. Smith (letras) y Clement Scott (letras de "Oh Promise Me"). La historia se basa en la leyenda de Robin Hood, durante el reinado de Ricardo I (1189-1199).  La ópera fue compuesta en Chicago, Illinois en el invierno de 1888-1889.
Robin Hood se estrenó en el Teatro de Ópera de Chicago el 9 de junio de 1890.  Fue producido por la Ideal Opera Company, también conocida como Los bostonianos. La ópera se estrenó en Nueva York en el Teatro Knickerbocker el 30 de abril de 1900. Se produjo en Londres en el Teatro Príncipe de Gales en enero de 1891 con un nuevo título, Maid Marian, producido por Horace Sedger. El elenco incluyó a Haydn Coffin, Harry Markham, Marion Manola y Violet Cameron.
En 2004 la Ohio Light Opera produjo la ópera basándose en una nueva edición crítica de la ópera que encargó a Quade Winter, basándose en los manuscritos originales del compositor en la Biblioteca del Congreso.  Una grabación completa en CD fue lanzada por Albany Records.
"Oh Promise Me" no formó parte de la ópera original, pero fue escrita en 1887 por De Koven a partir de letras escritas por el poeta inglés Clement Scott y publicado como una canción de arte separada en 1889. La pieza se usa en el Acto 3, cantada en la boda de Robin Hood y la doncella Marian, pero en la versión de 1891 fue cantada en el Acto II entre "Brown October Ale" y la "Tinkers' Song".

## Personajes[6]
- Robert de Huntington (Robin Hood) (tenor), estrenado por Edwin H. Hoff
- El Sheriff de Nottingham (barítono), estrenado por H. C. Barnabee
- Sir Guy de Gisborne (tenor), estrenado por Peter Lang.
- Little John, fuera de la ley (barítono), estrenado por W. H. Macdonald
- Will Scarlet, fuera de la ley, herrero (bajo), estrenado por Eugene Cowles.
- Friar Tuck, clérigo fuera de la ley (bajo), estrenado por George Frothingham.
- Alan A-Dale, fuera de la ley (contralto), estrenado por Jessie Bartlett Davis.
- Lady Marian Fitzwalter (Maid Marian) (soprano), estrenado por Marie Stone.
- Dame Durden, a widow (mezzosoprano), estrenado por Josephine Bartlett.
- Annabel, hija de Durden (soprano), estrenado por Carlotta Maconda.
- el coro